# La Vierge et l'Enfant entre saint Jean Baptiste et saint Antoine
La Vierge et l'Enfant entre saint Jean Baptiste et saint Antoine (en italien : Madonna col Bambino tra i santi Giovanni Battista e Antonio abate) est une peinture a tempera et or sur panneau de bois de 43 × 32 cm, qui peut être datée vers 1492, réalisée par Neroccio di Bartolomeo de' Landi, et conservée au Musée du Louvre à Paris.

## Description
La Vierge et l'Enfant entre saint Jean Baptiste et saint Antoine  est un petit tableau de dévotion privée présentant la Vierge à l'Enfant entre deux saints, selon une formule largement répandue chez les maîtres siennois de la seconde moitié du XVe siècle, à commencer par l'architecte, peintre et sculpteur Francesco di Giorgio Martini, avec qui Neroccio s'associe durant quelques années jusqu'en 1475. Malgré l'étroitesse de l'espace saturé par les physionomies des saints, Neroccio réussit à tirer pleinement avantage de la surface restante en y insérant leurs signes distinctifs: le phylactère de Jean Baptiste avec les lettres « ECC » de la formule par laquelle il désigne le Christ avant de le baptiser (« Ecce agnus dei... » ) et une petite partie de la canne (le Tau) qui sert d'attribut à Antoine.

Détail des visages et des mains.
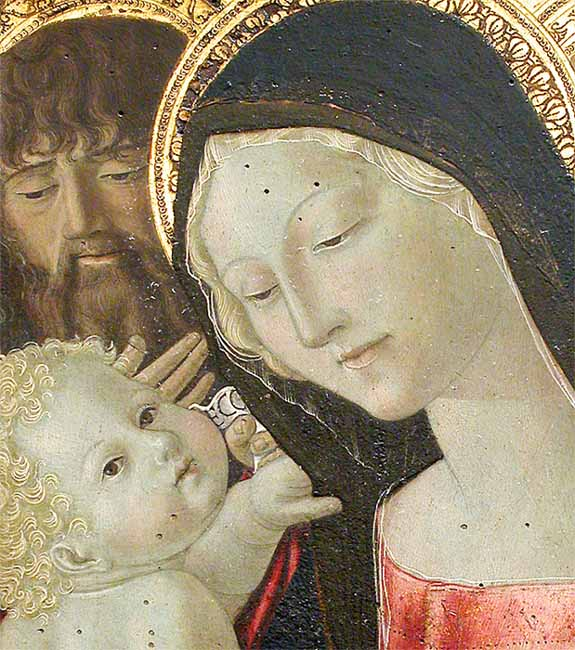
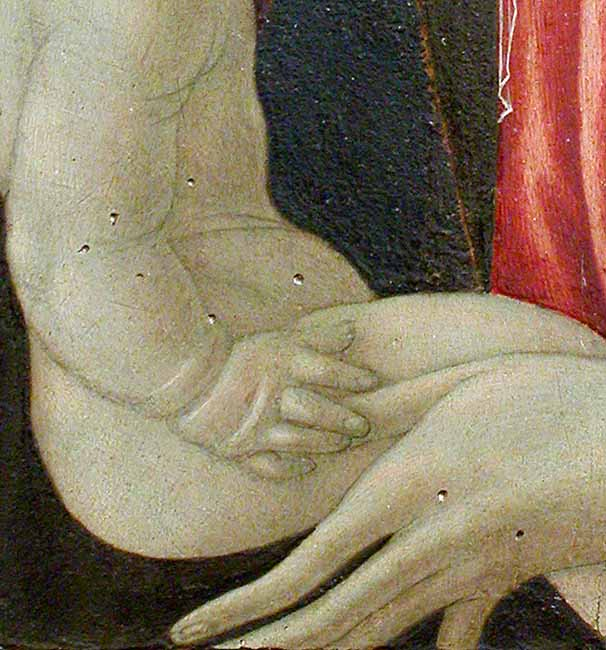

## Sources
- (en) Gertrude Coor, Neroccio de' Landi 1447-1500, Princeton, New Jersey, Princeton University Press, 1961, 235 p., 30 x 23 cmReproduction de la Madonna col Bambino tra i santi Giovanni Battista e Antonio abate (figure no 61), décrite p. 174, (no 33) dans le catalogue.